# Yoshie Ueno
Yoshie Ueno (Japans: 上野順恵, Ueno Yoshie) (Asahikawa, 1 juli 1983) is een Japans judoka. Ze werd meervoudig wereld wereldkampioene, Aziatische kampioene en eenmaal Japans kampioene. Ze komt uit in de klasse tot 63 kg. Ook nam ze eenmaal deel aan de Olympische Spelen, maar won bij die gelegenheid een bronzen medaille.
Ze won goud op de Wereldkampioenschappen judo 2009 te Rotterdam in de klasse tot 63 kg. In 2012 maakte ze op 29-jarige leeftijd haar olympisch debuut op de Olympische Zomerspelen 2012. Hier verloor ze de halve finale tegen de Zuid-Koreaanse Jeong Da-Wun, maar won de strijd om het brons tegen Tsedevsurengiin Mönkhzaya en kon zodoende een bronzen medaille huiswaarts keren.

## Erelijst

### Olympische Spelen
- 2012:  Londen

### WK
- 2009:  Rotterdam
- 2010:  Tokio
- 2011:  Parijs

### Aziatische kampioenschappen
- 2003:  Jeju
- 2005:  Tashkent
- 2007:  Koeweit

### Japanse kampioenschappen
- 2006:  Fukuoka
- 2007:  Fukuoka
- 2008:  Fukuoka